# Universaliënstrijd
De universaliënstrijd of het universaliavraagstuk is de vraag of algemene begrippen of universalia werkelijk bestaan en wat ze dan zijn. De felle discussies hierover bereikten een hoogtepunt in de Middeleeuwen. Hier stonden realisten tegenover nominalisten, waarbij de eersten stelden dat algemene begrippen in zichzelf bestaan voor de dingen (universalia ante res), terwijl de laatsten stelden dat deze slechts namen zijn en dus pas na de dingen bestaan (universalia post res), geconstrueerd door mensen.

## Realisme in de Oudheid
In de Oudheid had Plato (ca. 427–347 v.Chr.) met zijn Ideeënleer een extreem realistisch standpunt ingenomen. Plato zag de kenmerken die men kan waarnemen van voorwerpen als tijdelijke zwakke manifestaties van eeuwig bestaande Ideeën of Vormen. Deze Vormen bevinden zich dus buiten de materie, ze zijn transcendent. Zo is een specifiek paard een niet-perfecte afspiegeling van het oerbeeld Paard of Paardheid.

Aristoteles (384–322 v.Chr.) nam een gematigd realistische positie in. De vormen of essenties van een voorwerp of substantie bestonden voor hem werkelijk, maar bevonden zich in de substantie zelf, deze zijn immanent (universalia in rebus). Andersom dan bij Plato volgde het begrip paard dus uit alle individuele paarden.
Boëthius (ca. 480–525) vertaalde het commentaar van Porphyrius (ca. 234–305) bij Categoriae van Aristoteles. Porphyrius gaf daarbij zonder zich uit te spreken een samenvatting van de problematiek:
Wat de genera en species (geslachten en soorten) betreft, zal ik me niet uitlaten over de vraag of ze op zich of alleen in het intellect bestaan, en zo ze op zich bestaan of ze lichamelijk dan wel onlichamelijk zijn, en of ze gescheiden van de zintuiglijke dingen bestaan dan wel alleen in en aan de zintuiglijke dingen; want dat is een zeer moeilijke kwestie die een grondig onderzoek vraagt.:253

## Realisme in de Middeleeuwen
In de Vroege Middeleeuwen was Aristoteles weinig gekend en het platonisme overheerste. Dat gold ook voor het realisme, zoals bij Eriugena (810–877), wel de eerste vader van de scholastiek genoemd. Voor hem gold dat godsdienst en filosofie samengaan en dat bezwaren tegen het geloof met de rede kunnen en moeten worden weerlegd. Een andere realist was Anselmus van Canterbury (1033–1109) die het geloof boven de rede stelde:
credo ut intelligam, ik geloof om te begrijpen
Dat hij een realist was, blijkt ook uit zijn godsbewijs:
God is het grootst denkbare; als God alleen in het verstand aanwezig was, zou men nog iets groters kunnen denken dan het grootst denkbare:256
Deze ontologisch methode, waarbij vanuit een begrip het bewijs van het werkelijk bestaan wordt afgeleid, kreeg al in die tijd kritiek van Gaunilo van Marmoutiers, die stelde dat op die manier alles te bewijzen viel, zoals het perfecte eiland. Een extreem realisme was te vinden bij Willem van Champeaux (ca. 1070–1121) en Bernard van Chartres die alleen de universalia als reëel bestaand zagen.

## Nominalisme van Roscellinus
Het universalia-vraagstuk begon te spelen door toedoen van de nominalist Roscellinus (ca. 1050–ca. 1124). Hij stelde dat de universalia slechts aangeblazen woorden (flatus vocis) waren. Het waren niet meer dan taalkundige constructies of namen (nomina). Individuele paarden bestaan dus wel, maar de paardensoort in zijn geheel is slechts een menselijke constructie in een poging tot categorisatie. Toen hij zich boog over de Drie-eenheid bracht dit hem in de problemen. Zijn conclusie dat er sprake was van drie afzonderlijke godheden of dat het niet logisch te benaderen was, was in conflict met het sinds de vierde eeuw geldende dogma en werd tijdens de concilie van Soissons van 1092/1093 veroordeeld. Daarmee was het nominalisme voor lange tijd niet openlijk aan te hangen.

## Conceptualisme
Ook bij Pierre Abélard (1079–1142) nam de rede een belangrijke plek in, maar omgekeerd van Anselem stelde hij:
intelligo ut credam, ik begrijp, opdat ik geloof
Abélard nam als leerling van zowel realist Willem van Champeaux als nominalist Roscellinus een gematigd realistisch of conceptualistisch standpunt in, door te stellen dat universalia zich in individuele dingen bevinden, maar dat deze een hogere mentale werkelijkheid verkrijgen doordat de mens in staat is om via abstractie werkelijke overeenkomsten te vinden. Dit sloot dicht aan bij de visie in Metafysica van Aristoteles, zonder dat Abélard zich uitsprak over de vraag of er ook sprake was van een werkelijkheid buiten de mentale werkelijkheid zoals Aristoteles meende. Abélard wist te komen tot een synthese van opvattingen door te stellen dat voor God gold dat universalia bestaan voor de dingen (universalia ante res), in de werkelijkheid zijn zij in de dingen (universalia in rebus), terwijl voor de mensen geldt dat universalia pas na de dingen bestaan (universalia post res). Dat de islamitische filosofie – ook sterk beïnvloed door het aristotelisme – met gelijksoortige zaken zaken worstelde, blijkt onder meer uit dezelfde oplossing die Avicenna (980–1037) eerder al had gevonden.
De tussenoplossing van Abélard zou gedurende de twaalfde en dertiende eeuw de norm worden, onder meer bij Thomas van Aquino (ca. 1225–1274) en Bonaventura (1221–1274). Aristoteles denken volgend stelde Thomas dat zintuiglijke waarnemingen de basis van kennis zijn, maar deze worden door het actief intellect verwerkt tot hun essentie, de quidditas of watheid. Hij stelde verder dat er wel een onderscheid is tussen geloof en rede, maar dat deze niet in tegenspraak met elkaar zijn, omdat beide van God komen. De rede was daarbij ondergeschikt aan het willen.
Duns Scotus (1266–1308) draaide dit laatste om en stelde dat de rede volgde uit de wil. Scotus was in zoverre een realist dat hij stelde dat de universalia werkelijk bestonden, maar naast de algemene quidditas kende hij de individuele haecceitas een belangrijkere positie toe. Voor Scotus is er geen twijfel aan de christelijke grondstellingen, maar zijn kritiek betreft de methodiek van de bewijsvoering. Scotus ziet de filosofie en theologie niet als vanzelfsprekend aanvullend, zoals Aquino had gesteld.

## Nominalisme van Ockham
Willem van Ockham (1288–1347) was degene die de scheiding tussen filosofie en theologie voltooide. Twee eeuwen na Abélard durfde Ockham zich wel uit te spreken over een werkelijkheid buiten de mentale werkelijkheid en stelde dat ideeën geen substantie vormen buiten de geest. Zelfs voor God geldt niet dat de universalia al bestaan voor de dingen (universalia ante res), aangezien er anders geen sprake kan zijn van creatio ex nihilo, schepping uit het niets.

Universalia waren niet nodig om zaken te verklaren en maakten een en ander nodeloos ingewikkeld. Het principe om nooit meer te poneren dan nodig werd bekend als Ockhams scheermes. Voor Ockham moest de filosofie zaken verklaren vanuit het individuele, maar hij vermeed de val van nominalisme van Roscellinus door geloof en rede te scheiden. Dat beide met elkaar in tegenspraak kunnen zijn, betekent niet dat zij daarbij afbreuk doen aan elkaar, ook wel bekend als de dubbele waarheid. Geloof was ingegoten (infusa) bij de doop en was de enige weg tot eeuwige zaligheid. Het was niet vatbaar voor de rede en daarmee ging de oude fideïstische opvatting credo quia absurdum op, ik geloof omdat het absurd is.

Met de rede moesten alle overige zaken begrepen worden door uitspraken te doen over de geldigheid van proposities: solae propositiones sciuntur, alleen proposities leveren wetenschappelijke kennis op.

## Gevolgen
Het denken van Ockham had ook gevolgen voor zijn houding ten opzichte van de Kerk en wereldlijke macht. Ook hier gold voor Ockham dat er sprake moest zijn van een scheiding tussen beide, iets wat hem in conflict bracht met paus Johannes XXII (ca. 1249–1334), die hem gevangen liet zetten. Hoewel Ockham wist te ontkomen, werd het nominalisme nog in 1473 verboden door Lodewijk XI met het edict van Senlis in het belangrijkste centrum van de christelijke theologie, de universiteit van Parijs. De invloed van het nominalisme was echter ondertussen dusdanig groot, dat het edict het jaar daarop al werd afgezwakt en het nominalisme in 1481 weer volledig werd toegelaten. Het werk van Ockham was van grote invloed op de wetenschap en na zijn dood vormde zich een nieuwe school, wat een splitsing betekende in het onderwijs van de artes liberales. Enerzijds was er de richting die vast bleef houden aan het gematigd realisme, de via antiqua, anderzijds de richting van Ockham, de via moderna of scientia okamica.
Niet alleen de filosofie verkreeg langzamerhand een vrijheid tot eigen ontwikkeling, hetzelfde gold voor de theologie, wat onder meer tot uiting kwam in de mystiek van Meester Eckhart (ca. 1260–ca. 1328).